# 아딜 라미
아딜 라미(Adil Rami, 1985년 12월 27일, 바스티아 ~)는 프랑스의 전 축구 선수로, 그는 과거 센터백으로 기용되었으며, 피지컬, 프리킥, 큰 신장(1.90m) 등의 장점을 지니고 있었다.
라미는 ES 프레쥐스로 더 알려진 아마추어 클럽 에투알 프레쥐스 생라파엘에서 축구를 시작하였다. 스포츠를 취미로만 하던 그는 프랑스 4부리그 아마추어 샹피오나에서 활약하였다. 2006년, 라미는 리그 1의 릴 OSC와 계약하였다. 릴에서, 라미는 2007년 5월에 선발로 데뷔전을 치렀다. 그의 별명은 "슈렉"으로 팬들이 처음 불렀다. 2011년 1월 라미는 발렌시아 CF와 4년 계약을 하였지만, 6개월간 릴에 더 머물렀고, 2010-11 시즌 릴의 리그와 컵 더블을 달성하였다.
모로코 축구 국가대표팀의 발탁 제안에도 불구하고, 라미는 프랑스 축구 국가대표팀을 선택하였다. 그는 2010년 FIFA 월드컵을 앞두고 발탁되었지만, 최종 23인 엔트리에서 탈락하였다. 그는 2010년 8월 11일, 노르웨이 축구 국가대표팀을 상대로 국가대표 데뷔전을 치렀다.

## 사생활
라미는 코르시카 섬의 바스티아에서 모로코계 부모님 사이에서 태어났다. 어린 시절, 그의 가족은 프랑스의 도시쪽으로 이주하였고, 남부 해안의 프레쥐스에 정착하여, 그의 어머니는 시의회에서 근무하였다. 라미는 4남매중 셋째로, 누나와 형, 그리고 여동생이 있다. 프로 축구 선수로 훈련받을때, 그는 가족의 미래를 보장시키기 위해 도시를 위해 근무하였다. 그는 자주 시설 보수직이나 미화원으로 근무하였다.

## 경력

### 아마추어
라미는 1994년에 9살의 나이로, ES 프레쥐스로 더 알려진 에투알 프레쥐스 생라파엘의 유소년팀 선수로 등록되었다. 프로 선수로 활약할 야망을 갖추었음에도 불구하고, 라미는 스포츠를 취미로만 즐겼고, 그의 가족을 돕기 위해 시청에서 근무하였다. 그는 2003-04 시즌에 프랑스 아마추어 샹피오나 (4부리그)에서 아마추어 경기 데뷔를 치렀다. 그는 첫 시즌에 4경기 출장하였다. 다음 시즌, 라미는 24경기 출장하였고, 프레쥐스는 중위권으로 시즌을 마감하였다.
2005-06 시즌을 앞두고, 라미는 포지션을 센터백으로 바꿨다. 그는 미드필드에서 공격적 롤을 맡았으나, 팀 동료의 부상으로 인하여, 감독은 그를 자리가 비어 있는 수비수로 기용하였다. 그는 포지션 변경에 성공하여 30경기에 출장하고 프레쥐스는 3년 연속 중위권으로 마감하였다. 시즌 중반을 너머, 라미는 릴 OSC로부터 프로 계약을 제안받았다. 그는 프레쥐스로부터 €10,000의 적은 소득을 받아 아마추어 클럽을 떠나고 싶어하였고, 릴에서의 테스트 훈련 이후, 라미는 "노력가"로 평가되었다.

### 프로

#### 릴 OSC
클럽에 도착하자마자, 파스칼 플랑크로부터 감독을 받았고, 라미는 프로 선수로 성장할 수 있는 기회를 얻었다. 그는 27경기에 출장하여 팀은 리그 3위로 마감하였으며, 리저브 팀 최고의 성과를 냈다. 2달 후, 2006-07 리그 1 시즌을 2달 남기고, 클로드 퓌엘 시니어 팀 감독으로부터 발탁되었다. 2007년 5월 19일, 그는 프로 데뷔전을 AJ 옥세르전에서 센터백으로 선발 출장하였다. 다음 주 스타드 렌전에서도 선발로 뛰었다. 6월 4일, 라미는 2010년에 만료되는 첫 프로 계약을 맺었다. 그는 이후, 시니어팀에 영구적으로 승격되었고 등번호 23번을 받았다.
2007-08 시즌, 라미는 퓌엘의 선발 라인업에 포함되었고 주장 그레고리 타포로와 함께 센터백을 보았다. FC 로리앙과의 1라운드 경기에서, 라미는 69년 무릎 인대 부상을 당하였다. 그는 3달 반의 경기를 부상으로 결장하였고, 2007년 11월에 복귀하였다. 그는 복귀 후 리그 1경기를 제외하고 모든 잔여 경기에 출장하였다. 릴은 시즌을 7위로 마감하였고, 유럽대항전 진출을 안타깝게 놓쳤다. 시즌 종료 후, 클럽과 2년 연장 계약을 체결하였다. 2008-09 시즌, 1라운드 상대는 AS 낭시였고, 라미는 이 경기의 인저리 타임에 레드 카드 퇴장명령이 내려졌다. 2008년 10월 18일, 그는 올랭피크 리옹을 상대로 프로선수로써 첫 골을 기록하였고, 2-2 무승부로 종료되었다. 다음 달 올랭피크 드 마르세유를 상대로 또다시 골을 기록하였고, 2-2 무승부로 종료되었다. 2009년 2월 1일, 지롱댕 드 보르도를 상대로 결승골을 뽑아내는 듯 하였으나, 요앙 구르퀴프의 동점골로 2-2로 종료되었다. 라미의 4번째이자 마지막 골은 38라운드의 3-2로 승리한 AS 낭시전에서 팀의 2번째 골이었다. 이 승리로 릴은 리그 5위로 시즌을 마감하였고, 새로 출범한 UEFA 유로파리그에 진출하였다.
다음 시즌, 라미는 여러 클럽의 관심 대상이 되었고, 프랑스 명문 올랭피크 드 마르세유와 올랭피크 리옹, 잉글랜드의 리버풀 FC와 아스널 FC, 그리고 이탈리아의 AC 밀란이 그를 영입하려 하였다. 그에 대하여 후한 제안을 하였음에도 불구하고, 릴 구단주 미셸 세이두는 라미의 이적을 부인하였고 마르세유의 €12M 이적을 2009년 7월에 취소하였다. 이 발표는 라미가 분노를 표출하게 만들었다. 그는 릴의 구단주 세이두의 형제가 제롬으로 리옹의 주식을 사들였기 때문에, 릴과 리옹 사이의 음모론을 제시하였다. 2009년 8월 15일, 라미는 그의 발언에 대해 사과하였고, 릴에 잔류할 것임을 밝혔다.
라미는 2009-10 시즌에도 주전으로 나섰지만 팀은 초반에 올랭피크 드 마르세유, 파리 생제르맹, 그리고 툴루즈 FC 등의 강팀과의 대결로 어려움을 겪었다. 2009년 7월 30일, 그는 UEFA 유로파리그 데뷔전을 3차 예선 1차전에서 치렀다. 9월 19일, 라미는 시즌 첫골을 RC 랑스와의 대결에서 기록하였다. 펠릭스 볼라르 원정에서 0-1로 인저리 타임에 끌려가는 와중에, 라미는 93분에 코너킥을 헤딩하여 동점골을 넣었고, 1-1로 종료되었다. 10월 28일, 그는 4-0으로 승리한 AS 생테티엔전에서 팀의 2번째 골을 35m 거리에서 프리킥으로 득점하였다. 2010년 2월 25일, 라미는 페네르바체 SK와의 32강전에서 골합계로 우위를 점하게 하는 원정골을 종료 5분을 남기고 기록하였다.

#### 발렌시아 CF
2011년 1월 3일, 스페인 라 리가의 발렌시아 CF는 공식 웹사이트에 아딜 라미가 €6–10M의 가격에 이적하였다고 발표하였다. 라미는 2010-11 시즌 후반을 발렌시아에서의 임대형식으로 릴에 남았고 6월 13일에 메디컬 테스트를 통과하고 공식적으로 합류하였다.
그는 라싱 산탄데르전에서 발렌시아 공식 데뷔전을 치루었고, 4-3으로 승리하였다. 같은 경기에서, 라미는 코너킥으로부터 득점하여 2-3으로 만들었다.

#### 국가대표팀
라미는 프랑스 축구 국가대표팀 일원으로 2010년 8월 11일에 노르웨이와의 친선 경기에서 데뷔하였다. 프랑스 국가대표 일원이 되기 이적 그는 2008년 아프리카 네이션스 컵을 앞두고 모로코 축구 국가대표팀의 관심을 받았고, 라미는 앙리 미셸 모로코 국가대표 감독으로부터 제의를 받았다. 라미는 거절하였고, 프랑스 축구 국가대표팀 일원이 되기 위한 의지를 보였다. 그는 여러 차례 "프랑스 국가대표에서 모로코를 대표하고 싶다"며 언급하였다.
2008년 3월 20일, 프랑스 축구 국가대표팀 감독 레몽 도메네크 감독의 부름을 받아 잉글랜드전을 위해 차출되었다. 라미는 릴의 팀 동료이자 주장이었던 리오 마부바로부터 통보받았지만, 처음에 라미는 농담으로 받아들였다. 국가대표 차출은 프랑스 언론과 팬들로부터 리그 1 경기를 17경기만 출장하였기 때문에 많은 관심을 받았다. 놀랍지 않게도, 라미는 2008년 3월 25일에 프랑스 B팀으로 말리와의 친선경기에 출장하였다. 이 경기는 비공식 경기였기 때문에, 그는 다시 로제 르메르 감독이 이끄는 모로코 국가대표팀의 2009년 2월 11일, 체코전을 앞두고 제안받았다. 라미는 다시 제안을 거부하였고, 3월 19일, 그는 월드컵 예선 가봉전을 앞두고 르메르부터 제안을 다시 받았다. 라미는 세 번째 제안도 거절하였고, 프랑스의 리투아니아와의 월드컵 예선전을 위해 차출되었다. 2010년 5월 11일, 그는 한 경기에 출장하지 않고, 2010년 FIFA 월드컵을 위한 30인 엔트리에 포함되었으나, 23인 최종 엔트리에서 탈락하였다.
2010년 8월 5일, 라미는 새 국가대표 감독 로랑 블랑의 부름을 받아 국가대표팀에 차출되었고, 2010년 8월 11일, 노르웨이와의 친선경기에 처음으로 출장하였다. 이 경기에서 필립 멕세와 센터백 듀오로 출장하였고, 이어지는 4경기에서도 멕세와 센터백으로 출장하였다.

## 수상
릴 OSC
- 리그 1: 2010-11
- 쿠프 드 프랑스: 2010-11